# Aleksander Vasiljevič Kolčak
Aleksandr Vasiljevič Kolčak (rusko Александр Васильевич Колчак), ruski mornariški častnik, vojaški poveljnik in raziskovalec Arktike. * 16. november 1874, Sankt Peterburg, Ruski imperij, † 7. februar 1920, Irkutsk, Ruska država.
Kolčak je bil poveljnik Belega gibanja med rusko državljansko vojno. Kot admiral Ruske imperialne mornarice se je boril med rusko-japonsko vojno in prvo svetovno vojno. Med rusko državljansko vojno je ustanovil protikomunistično vlado v Sibiriji (kasneje Začasna vseruska vlada) s sedežem v Omsku in bil med letoma 1918 ter 1920 s strani poveljnikov Belega gibanja prepoznan kot vrhovni voditelj in poveljnik vseh ruskih kopenskih ter pomorskih oboroženih sil. Skoraj dve leti je bil mednarodno priznan vodja ruske države.
Februarja 1920 so ga boljševiki usmrtili v Irkutsku.
Leta 2008 je bil posnet Kolčakov biografski film Admiral.

### Navedki
1. ↑  Record #119309130 // Gemeinsame Normdatei — 2012—2016.
2. ↑  Историческая энциклопедия Сибири — Новосибирск: 2009. — ISBN 5-8402-0230-4
3. 1 2 3  Колчак Александр Васильевич // Большая советская энциклопедия: [в 30 т.] — 3-е изд. — Moskva: Советская энциклопедия, 1969.
4. ↑  Brockhaus Enzyklopädie
5. ↑  Yegorov, O. (27. december 2019). »Meet Russian Imperial officers who almost stopped the Bolsheviks«. Russia Beyond the Headlines. Pridobljeno 29. januarja 2020.
6. ↑  Jon Smele (2006) Civil War in Siberia: The Anti-Bolshevik Government of Admiral Kolchak, 1918–1920, Cambridge University Press, ISBN 0521029074. p.77
7. ↑  White, Matthew (2012). The Great Big Book of Horrible Things. W. W. Norton. str. 363. ISBN 9780393081923.
8. ↑  
N. G. O. Pereira, "White Power during the Civil War in Siberia (1918–1920): Dilemmas of Kolchak's 'War Anti-Communism'", in: Canadian Slavonic Papers (1987) 29#1 pp 45–62.